# 手紙〜親愛なる子供たちへ〜
「手紙〜親愛なる子供たちへ〜」（てがみ しんあいなるこどもたちへ）は、樋口了一の15thシングル。

## 概要
年老いた親の自分の子供へ向けたメッセージが歌われている。元の歌詞はポルトガル語で書かれており、作者不詳（読み人知らず）。樋口了一の友人、角智織の元に偶然届いたチェーンメールに詩が記載されていて、この詩に感銘を受けた角が詩を翻訳、樋口に見せたところ樋口も感銘を受けたため、曲の制作・発売に至った。ジャケットはタイトルにちなんで、手紙を模したもの。封筒にある消印は「葡萄牙」（ポルトガル）と書かれている。歌詞カードは便箋風となっており縦書きで書かれている。
2009年3月3日に放送された日本テレビ系『誰も知らない泣ける歌』に出演、出演後のオリコンでは、発売後4ヵ月経った3月16日付け週間シングルランキングで50位にランクイン、その次の週の3月23日付けでは37位に上昇している。5月11日、NHK総合『生活ほっとモーニング』、テレビ朝日『ワイド!スクランブル』などで特集され、同日付のオリコンデイリーシングルランキングで首位を獲得した。さらに同年5月25日付オリコン週間シングルランキングで9位となり、発売から半年以上たって初のトップ10入りを果たした。
2009年度の日本レコード大賞優秀作品賞を受賞した。
2012年2月22日にポルトガル語と英語に訳し樋口セルフカバーしたシングル、「TEGAMI」がリリースされた。

## 収録曲
1. 手紙〜親愛なる子供たちへ〜
（原作詞：不詳、訳詞：角智織、補足詞・作曲：樋口了一、ストリングス・アレンジ：本田優一郎）
2. 手紙〜親愛なる子供たちへ〜（インストゥルメンタル）
（演奏：樋口了一）